# Friedrich Bayer (Politiker, 1792)
Friedrich Bayer (* 8. Juni 1792 in Erlangen; † nach 1855) war ein deutscher Richter in Franken. In Schlesien war er Rittergutsbesitzer und Abgeordneter.

## Leben
Friedrich Bayer besuchte das Gymnasium Carolinum (Ansbach). Sein Vater Albrecht Bayer war 1794 als Professor nach Ansbach gezogen. Nach dem Abitur immatrikulierte sich Friedrich Bayer am 25. April 1809 an der Friedrich-Alexander-Universität Erlangen für Rechtswissenschaft. Am 10. August 1809 wurde er im Corps Onoldia recipiert. Zum 29. Oktober 1811 wechselte er an die Ruprecht-Karls-Universität Heidelberg. Nach dem Examen wurde er zum Dr. iur. promoviert. 
1824 kam er als Richter an das Stadtgericht Fürth. 1837 ließ er sich als Advokat in Nürnberg nieder. Er erwarb 1844 das Rittergut Kühnau im Landkreis Grünberg i. Schles. und wanderte dorthin aus. Eine Zeitlang war er Landratsamtsverweser. Ab 1850 saß er im Volkshaus, der Zweiten Kammer des Erfurter Unionsparlaments. Er war Abgeordneter der Provinz Schlesien, gewählt im 17. Wahlbezirk (Schweisnitz, Waldenburg), und gehörte der Fraktion Klemme an. 1852–1855 vertrat er den Wahlkreis Breslau 4 im Preußischen Abgeordnetenhaus.